# R-отношение
R-отношение (R) — величина сечения аннигиляции электрон-позитронной пары в адроны, нормированного на сечение аннигиляции в мюоны при столкновениях:
{\displaystyle R={\frac {\sigma ^{(0)}(e^{+}e^{-}\rightarrow \mathrm {hadrons} )}{\sigma (e^{+}e^{-}\rightarrow \mu ^{+}\mu ^{-})}},}
где верхний индекс (0) указывает, что в поперечном сечении учтены радиационные поправки (излучение в начальном состоянии). R — это важный параметр при расчёте аномального магнитного момента. Экспериментальные значения R измерены для диапазона энергий в системе центра масс от 400 МэВ до 150 ГэВ.
R-отношение также служит для экспериментального подтверждения величины электрических зарядов кварков, в частности очарованного кварка и нижнего кварка, а также существования трёх цветов кварков. Упрощённый расчёт R приводит к
{\displaystyle R=3\sum _{q}e_{q}^{2}/e^{2}\,,}
где сумма берётся по всем сортам кварков с массой меньше энергии пучка. eq — электрический заряд кварка, а коэффициент 3 отвечает за три цвета кварков. Рассчитаны КХД- поправки к этой формуле.
Обычно в знаменателе выражения для R используется не фактическое экспериментальное сечение μμ, а теоретическое значение по теории КЭД вне резонанса: это делает резонансы более выраженными, чем при нормировке на истинное сечение μμ, которое также значительно возрастает на этих резонансах (связанные адронные состояния и Z-бозон).